# Demydivka
Ne doit pas être confondu avec Demydiv.
Demydivka (en ukrainien : Демидівка ; en russe : Демидовка, Demidovka ; en polonais : Demidówka) est une commune urbaine de l'oblast de Rivne, en Ukraine, et le centre administratif du raïon de Demydivka. Sa population s'élevait à 2 474 habitants en 2021.

## Géographie
Demydivka est arrosée par une petite rivière, la Ratcha. Elle est située à 69 km — 80 km par la route — au sud-ouest de Rivne, à 30 km à l'ouest de Doubno et à 30 km au sud de Loutsk.

## Histoire
La première mention de la localité, qui s'appelle alors Demydiv, remonte à 1570. Au début du XVIIe siècle, ce n'est qu'un petit village, qui ne compte que 21 maisons en 1629. Demydivka est incorporé dans l'Empire russe en 1795, à l'occasion du Troisième partition de la Pologne. Au cours de la Première Guerre mondiale, la localité est occupée par les troupes austro-hongroises à partir de septembre 1915. Elle est polonaise dans l'entre-deux-guerres puis occupée par l'Armée rouge à la suite du pacte germano-soviétique et annexée à l'URSS. Occupée par l'Allemagne nazie pendant la Seconde Guerre mondiale, elle est libérée le 17 mars 1944 par le 1er front ukrainien de l'Armée rouge. En octobre 1942, 600 juifs y sont massacrés par les nazis dans le cadre de la Shoah par balles.
En 1962, le raïon de Demydivka est supprimé et son territoire rattaché à celui de Mlyniv. Il est rétabli en 1995 et Demydivka redevient son centre administratif.

## Population
Recensements (*) ou estimations de la population :
| 1959* | 1970* | 1979* | 1989* | 2001* | 2013  | 2014  |
| ----- | ----- | ----- | ----- | ----- | ----- | ----- |
| 2 548 | 2 442 | 2 910 | 2 844 | 2 805 | 2 586 | 2 604 |

| 2015  | 2016  | 2017  | 2018  | 2019  | 2020  | 2021  |
| ----- | ----- | ----- | ----- | ----- | ----- | ----- |
| 2 599 | 2 582 | 2 572 | 2 587 | 2 554 | 2 496 | 2 474 |